# Architektura starověkého Řecka
Architekturu starověkého Řecka dělíme do tří základních období, jedná se o období archaické, klasické a helénistické. Architektura archaické doby přímo navazuje na prvky mykénské a mínojské architektury, které jí předcházely.
Řečtí architekti stavěli podle přísných matematických pravidel a pečlivě propočítávali jednotlivé proporce stavby, navíc si uvědomovali optické klamy, kterých dokázali mistrně využívat ve svůj prospěch.

## Historický vývoj
Mykénská doba
Nejstarší řeckou architekturu představují stavby mykénské civilizace. Patří k nim mohutné hradby z kyklopského zdiva v Mykénách (se Lví bránou), Tíryntu ad. Dále jsou to tholoi, kruhové hrobky s nepravou klenbou a paláce s obdélným sálem – megaronem.
Archaická doba (800 – 500 př. n. l.)
V archaické době se ze starší stavitelská tradice plně rozvinula řecká architektura. Charakterizuje ji princip podpory a břevna ve formě sloupu a kladí. Typickou architekturou je obdélný chrám vycházející z megaronu, který se vyvinul z jednoduché stavby s otevřenou předsíní se dvěma sloupy (in antis) v monumentální peripteros se sloupovým ochozem na stupňovité základně. Architektura se vyvíjela směrem k větší subtilnosti a jemnějším tvarům a profilovala se ve vyhraněné styly zvané řády. Asi v 7. století spíše v pevninském Řecku se objevuje dórský řád, v 6. století jemnější iónský řád především v oblasti Malé Asie a egejských ostrovů.
- dórský řád: Héraion v Olympii, chrámy v Paestu
- iónský řád: Artemidin chrám v Efesu, Héraion na Samu

- Kultura klasického období (500 – 336 př. n. l.)
- Kultura helénistického období (336 – 146 př. n. l.)

## Stavitelské slohy (řády)

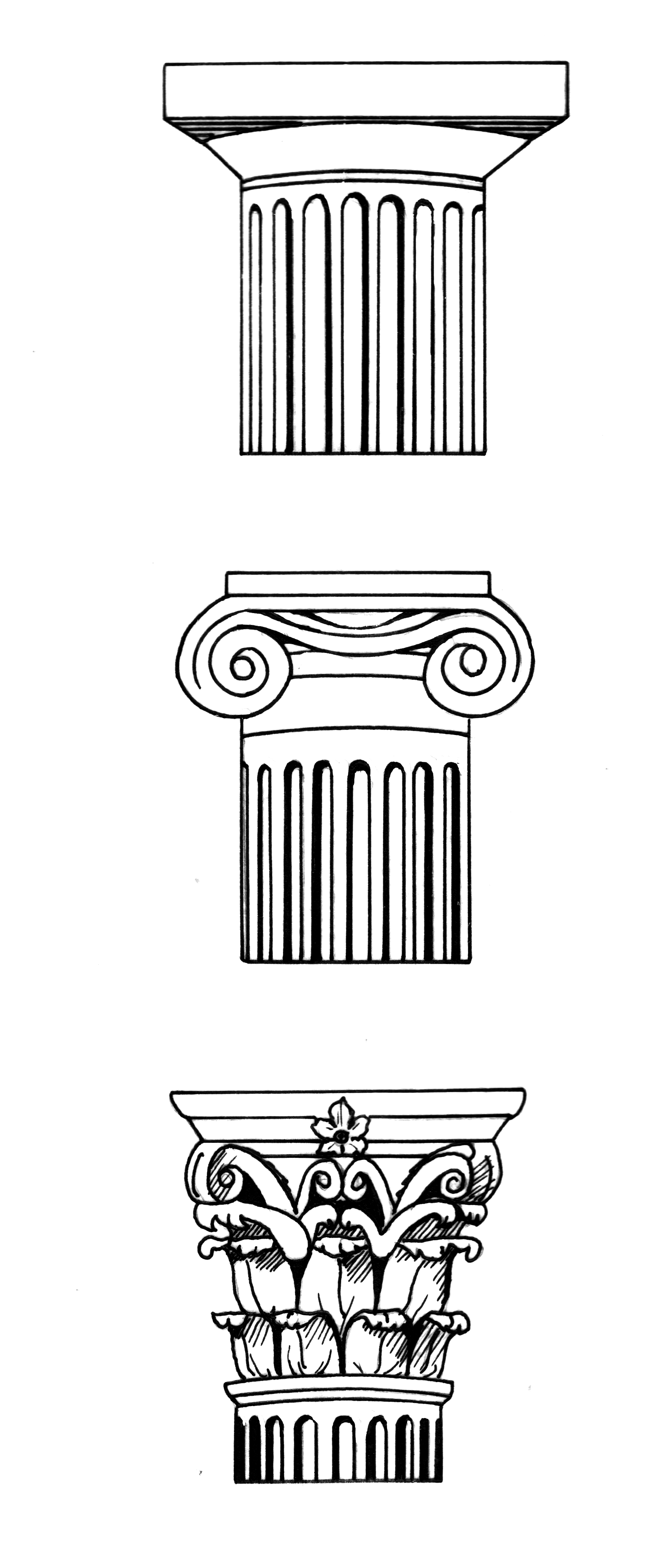
Dórská, iónská a korintská hlavice sloupu

Řecká architektura se dělí podle slohů zvaných „řády“, projevujících se nejvýrazněji v tvarování sloupů:

### Dórský sloup
Dórský sloup byl nejvíce používán na pevnině. Jedná se o prostý sloup se silnými, mocnými sloupy. Vrchní část sloupu, tzv. hlavice, bývala nezdobená. Byl zobrazován podle vzoru mužského těla

### Iónský sloup
Iónský sloup byl hojně rozšířený ve východních koloniích Malé Asie a na Egejských ostrovech. Jedná se o elegantnější a dekorativnější sloh než je dórský. Sloupy byly oproti Dórským sloupům štíhlejší a hlavice byla zdobena tzv. závitnicí neboli volutou. Měl symbolizovat ženské tělo.

### Korintský sloup
Korintský sloup vznikl v pozdějším období než dórský a iónský sloup. V Řecku byl používán velmi zřídka, své obliby dospěl až v Římě. Hlavice byla zdobnější a byla tvořena akantovými listy.
Tyto tři základní architektonické sloupy byly nadále přejaty a rozvíjeny jinými kulturami až po současnou dobu. Řecké a odvozené architektonické sloupy označujeme souhrnným názvem klasická řádová architektura.

## Konstrukce
Metody konstrukce používané v řecké monumentální architektuře se po roce 600 př. n. l. měnily jen málo. Kamenné bloky se pokládaly na sebe bez jakéhokoliv pojiva a pokud jde o stabilitu, spoléhalo se na jejich váhu a pečlivě do sebe zapadající spáry. Tam, kde tomu bylo speciálně zapotřebí, se používaly kovové skoby a hmoždinky. Zvláštním rysem řeckého zdiva je, že se obyčejně pokládalo tak, aby kámen přečníval zamýšlenou lícovou plochu, a celá zeď byla opracována teprve tehdy, až byla stavba hotová.

## Chrámy
Nejtypičtějšími a nejdůležitějšími budovami řecké architektury byly chrámy, které byly střediskem náboženského cítění a místní pýchy. Vzor pro jejich základní typ vycházel z megaronu a královských síní mykénských paláců. Rané chrámy sestávaly z jedné místnosti, tzv. celly, se sochou boha nebo bohyně. Účelové ohniště z mykénských paláců je nahrazeno posvátným ohněm hořícím na oltáři před chrámem.
V archaickém období se stavěly první chrámy ze dřeva a vepřovic. Od 7. stol. př. n. l. se stavěly mnohem složitější chrámy, jejichž konstrukce byla kamenná. Největší a nejzdobnější se budovaly v klasické době.
Ne všechny chrámy byly budovány ve městech. Některé se stavěly na odlehlých místech.
Věřící se shromažďovali před vchodem do svatyně a otevřenými dveřmi uctívali sochu boha, kterému byl chrám zasvěcen. Věřícím nebylo povoleno do chrámu vstoupit.

## Řecký dům
Řecký dům se skládal z jedné velké obdélníkové místnosti s předsíní, otvorem ve stropě, kterým byl odváděn kouř z krbu. Tuto část domu obývali pouze muži, ženám byl vstup do těchto prostor zapovězen. Ženám byla vyhrazena část domu, která navazovala na obytné místnosti a vnitřní dvorek jež přiléhal k mužské obdélníkové místnosti. Z vybavení domu uveďme stolky a nejrůznější sedátka. V pozdější době se v domech začínají objevovat koupelny.

## Nejslavnější řecká stavba

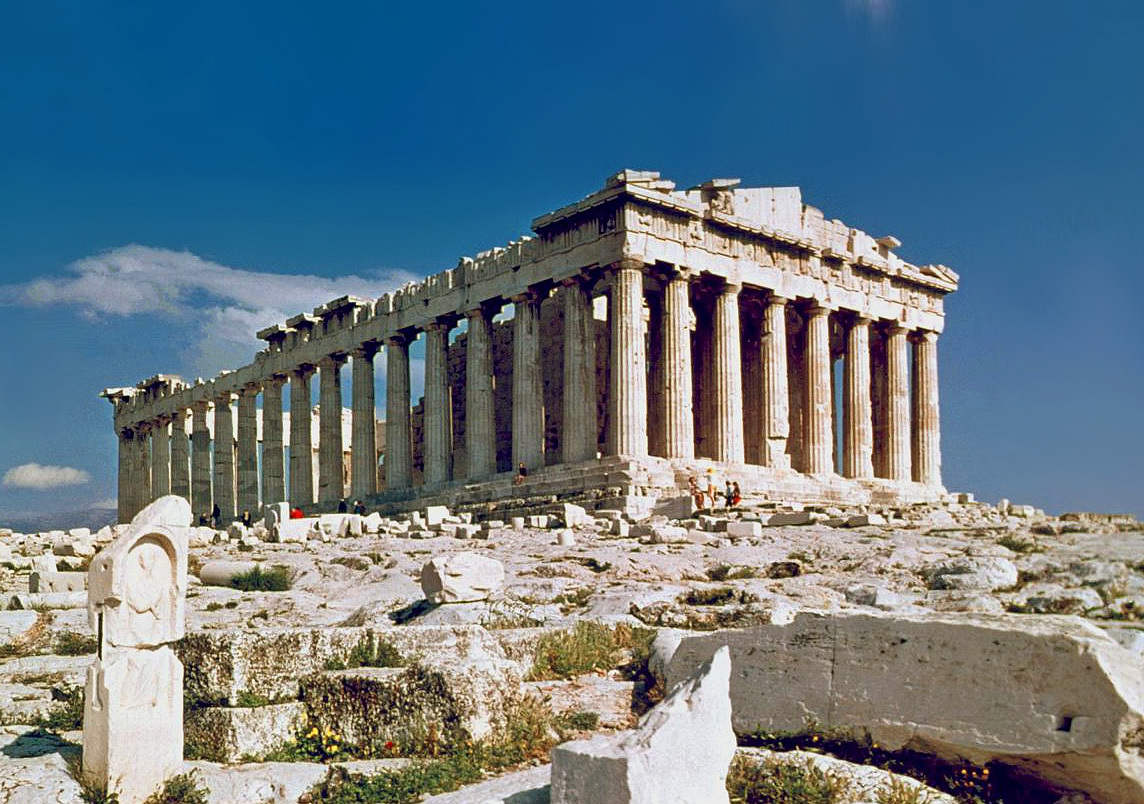
Parthenón v Athénách

Nejslavnější řeckou stavbou je bezesporu Parthenón. Jedná se o nejdůležitější chrám Akropole zasvěcený bohyni Athéně a v 15. století přestavěný na mešitu. Poté v něm Turci zřídili prachárnu, která během obležení Athén vybuchla a způsobila obrovské škody. Dnes můžeme na athénské Akropoli spatřit jeho trosky.

## Nejproslulejší řecká místa
- Artemidin chrám v Efesu
- Olymp
- Apollónův chrám v Bassai
- Epidauros